# Бней-Исраэль
Бней-Исраэль, или маратхские евреи (ивр. בני ישראל‎, «Сыны Израиля», маратхи बेने इस्राएल) — группа евреев Индии, исторически проживавших в окрестностях Бомбея, штат Махараштра. Разговорный язык — еврейско-маратхи. Письмо — деванагари, как и в маратхи. В разговорном языке, базирующемся на маратхи, много заимствованных слов из иврита, арамейского, жудео-малаялам (как результат общения с кочинскими евреями) и португальского. К настоящему времени большинство членов общины иммигрировало в Израиль. В Израиле самая большая группа Бней-Исраэль проживает в Беэр-Шеве.

## История общины
По преданиям, распространённым в среде Бней-Исраэль, во II веке до н. э. группа евреев, занятых на маслобойнях, покинула Галилею, спасаясь от гонений сирийского царя Антиоха Епифана. Корабль, на котором они плыли, потерпел крушение у берегов западной Индии чуть южнее современного Бомбея. Спаслись семь мужчин и семь женщин, которые и являются основателями общины Бней-Исраэль. Впоследствии предпринимались и попытки вывести историю Бней-Исраэль от потерянных колен Израиля.
Бней-Исраэль утверждают, что основатели общины являлись коэнами — священнослужителями из рода потомков Аарона.
Бней-Исраэль существовали в изоляции от других еврейских общин до XVIII века (в отличие от других еврейских групп Индии — кочинских евреев, например), но продолжали соблюдать базисные еврейские традиции. В XVIII веке члены общины начали переселяться в Бомбей, так про них узнали багдадские евреи и кочинские евреи. От них Бней-Исраэль приняли учителей, которые начали обучение традиционному иудаизму.
Во времена британского присутствия в Индии многие Бней-Исраэль сделали карьеру в армии и колониальной администрации. Когда в 1947 году английской колониальной политике пришёл конец, большинство Бней-Исраэль эмигрировало в Израиль.

## Численность общины
Число евреев общины Бней-Исраэль в 1830-х годах оценивается в 6 тысяч человек. К началу XX века оценка составляет 10 тысяч, к 1948 году (пик членов общины в Индии) — 20 тысяч. С этого года численность общины неуклонно снижается (из-за эмиграции в Израиль), и сейчас составляет около 5 тысяч человек .

## Дискуссии в Израиле о принадлежности Бней-Исраэль к евреям
Члены общины Бней-Исраэль начали прибывать в Израиль с 1948 года. В это время признавалось, что «Бней-Исраэль в Индии принадлежат несомненно к потомству Израиля». В 1954 году перед Верховным раввинатом Израиля встал вопрос о браке Бней-Исраэль с другими евреями. Из-за того, что Бней-Исраэль в средние века (до XVIII века) не придерживались всех галахических предписаний, касающихся брака, Верховный раввинат постановил, что возможность брака членов Бней-Исраэль с другими евреями должна рассматриваться каждый раз индивидуально на предмет, не является ли Бней-Исраэль мамзером. Это решение Верховного раввината в Израиле вызвало сильные протесты не только Бней-Исраэль, но и общественности Израиля. В 1964 году премьер-министр Израиля Леви Эшколь заявил, что «Израиль признаёт членов общины Бней-Исраэль полноправными евреями, без всяких ограничений и различий, в том числе и в отношении бракосочетания».
В 2002 году ДНК тесты подтвердили, что Бней-Исраэль имеют тот же набор генов, что и коэны.
В 2010 году журнал «Nature» опубликовал исследование генов евреев, где было отмечено, что Y-хромосома Бней-Исраэль (гаплогруппы J2-M172, J(xJ2)) указывает на несомненную генетическую связь с народами Средиземноморья. Полногеномный анализ 20 представителей общины Бней-Исраэль помог установить, что популяция Бней-Исраэль сформировалась на основе смешения еврейского населения и местных индийских групп ~800 лет назад (от ~550 до ~950 лет назад). Такой поздний возраст отвергает любые предположения о связи этой индийской общины с потерянными коленами Израиля.